# Milim
Milim (מילים en hébreu) ( « Des mots » en Français) est une chanson chantée par le chanteur Harel Skaat qui représenta Israël lors du Concours Eurovision de la chanson 2010 à Oslo. 
La chanson se classa à la 14e position (sur 25) avec un total de 71 points.